# Mặt Trời lặn giả

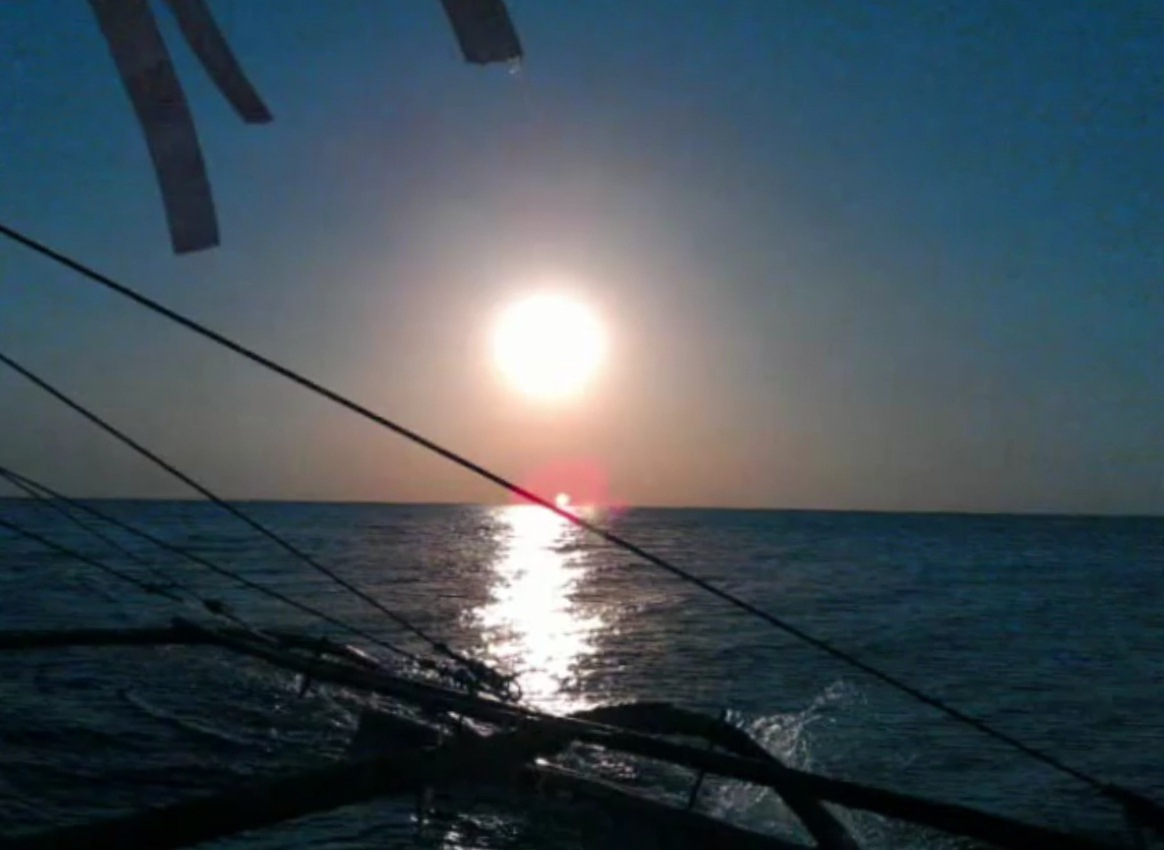
Mặt Trời lặn giả trên biển.

Mặt Trời lặn giả (tiếng Anh: false sunset) có thể chỉ đến một trong hai hiện tượng quang học khí quyển liên quan:
- Mặt Trời dường như nằm tại hoặc phía dưới đường chân trời, trong khi thực tế nó vẫn ở phía trên đường chân trời.
- Mặt Trời đã xuống dưới đường chân trời, nhưng dường như vẫn ở trên đường chân trời (ngược lại so với Mặt Trời mọc giả).

Tùy vào hoàn cảnh mà hiện tượng có thể mang lại cảm tưởng như một Mặt Trời lặn thực sự.

## Nguyên nhân
Một số điều kiện khí quyển có thể gây ra hiệu ứng này, phổ biến nhất là một loại hào quang, được tạo ra do sự phản xạ và khúc xạ ánh sáng Mặt Trời bởi các tinh thể băng nhỏ trong khí quyển, thường ở dạng các đám mây ti tầng. Tùy thuộc vào từng loại "Mặt Trời lặn giả" được nói mà hào quang có thể xuất hiện phía trên Mặt Trời (chính nó bị ẩn bên dưới đường chân trời) hoặc bên dưới nó (trong trường hợp đó Mặt Trời thật bị che khuất khỏi tầm nhìn, ví dụ như bởi mây hoặc các vật thể khác), vì thế vòng cung tiếp tuyến trên và dưới, cột sáng Mặt Trời trên và dưới và Mặt Trời phụ trở thành những hiện tượng có khả năng nhất.
Tương tự như Mặt Trời mọc giả, các trường hợp khí quyển khác cũng có thể ảnh hưởng đến hiệu ứng này, chẳng hạn như sự phản chiếu ánh sáng Mặt Trời dưới đáy những đám mây hoặc một loại ảo ảnh như hiệu ứng Novaya Zemlya.